# Nicolas Roche
Nicolas Roche (født 3. juli 1984) er en tidligere irsk professionel cykelrytter. 
Han er søn af tidligere topcykelrytter Stephen Roche.